# The Day the World Went Away
Singles de Nine Inch Nails
The Perfect Drug
(1997) We're in This Together
(1999)
The Day The World Went Away [halo 13] est un single du groupe Nine Inch Nails paru en 1999.

## Titres
1. The Day the World Went Away
2. StarFuckers, Inc.
3. The Day the World Went Away (Quiet)
4. The Day the World Went Away (Porter Ricks) (sur vinyle seulement)

Deux titres sont des extraits de The Fragile. Il existe bon nombre de versions différentes : suivant qu'on achète la version K7, le vinyle ou le CD, on a des instruments en moins, 3 versions différentes de Starfuckers, Inc, et sur vinyle on a le remix Porter Ricks.
Ce titre a été repris pour la bande originale du film Terminator Renaissance "Terminator Salvation" (4e long métrage de la saga). Il a également été utilisé à la fin de l'épisode de la série Person of Interest, épisode auquel il donne son titre.